# Монбельярский дом
Монбельярский дом (фр. Maison de Montbéliard) или дом де Скарпон (Скарпоне) (фр. Maison de Scarpone (Charpeigne), нем. Haus Scarponnois, лат. Scarponensis) — знатный германский и французский род, берущий начало от Рихвина, графа де Скарпон.

## История рода
Первый известным представителем рода был Рихвин, граф де Скарпон, который был женат на Хильдегарде фон Эгисхайм из рода Этиконидов, сестры папы Льва IX. Его дедом мог быть саксонский дворянин Тьерри (925/945 — после 1006), а отцом — Людовик I (950/970 — после 1019).
Их сын Людовик де Скарпон (ок. 1005/1019 — ок. 1067/1076, граф Монбельяра, Альткирха и Феррета с 1042 года) женился в 1038 году на Софии де Бар, дочери герцога Верхней Лотарингии Фридриха II и Матильды Швабской. Поскольку её брат Фридрих III не имел детей, после его смерти в 1033 году, к Софии перешли Аманс, Бар и Саргемин. Она вступила во владение своими землями, когда вышла замуж за Людовика де Скарпона. Император Конрад II, муж регентши владений Софии Гизелы Швабской, чтобы укрепить свою власть над Верденским домом (ветви династии Вигерихидов), в противовес его главе Гозело I, способствовал браку Софии и Людовика. Этот политический брак принес Людовику сеньорию Муссон и графство Бар и вызвал конфликт между герцогами Лотарингии и графами Бара, продолжавшийся несколько веков и окончившейся в 1420 году, когда Рене I Анжуйский женился на Изабелле I Лотарингской, что привело к объединению двух домов.
Позднее, в 1042 году, новый император Генрих III передал Людовику графства Монбелеьяр, Феррет и Альткирх, отобрав у графа Бургундии Рено I Монбельяр.
Сын Людовика, Тьерри I, унаследовал владения отца. Благодаря своему браку около 1065 года с Ирментрудой Бургундской, дочерью пфальцграфа Бургундии Гильома I, Тьерри вступил во владение замком Монбельяр и расположенной вокруг него сеньорией .
Его брат Фридрих был женат на Агнессе, дочери графа Савойи Пьера I, от которого он получил маркграфство Суза. Тьерри разделил свои владения между тремя сыновьями. Фридрих I (1074/1078 — 19 июля 1160) стал графом Феррета и Альткирха, Рено I (1075/1077 — 19 июля 1160) — Бара, а Тьерри II (1076/1085 — 1163) получил графство Монбельяр.
Прямая мужская линия пресеклась уже после смерти Тьерри II. Новым графом Монбельяра стал его внук Амадей III, сеньор де Монфуко, сын его дочери Софии. Ветвь графов де Феррет пресеклась со смертью Жанны де Феррет (1300 — 15 ноября 1351), которая вышла замуж за герцога Австрии Альбрехта II, после чего её владения перешли к Габсбургам. Третья ветвь рода сохранила графство Бар и сеньорию Муссон. В 1353 году император Карл IV сделал графа Бара Роберта I (8 ноября 1344 — 12 апреля 1411) маркграфом Понт-а-Муссона, но из-за малого размера маркграфства дал Роберту титул герцога Бара.
Старший сын Роберта, Генрих, умер в 1398 году, до своего отца. Его второй сын, Филипп, был в турецком плену, последние известия о нём относятся к 1404 году. В 1401 году Роберт составил завещание в пользу своего третьего сына Эдуарда, предоставив ему узуфрукт в виде герцогства. С эти не согласился его внук, Роберт, сын Генриха де Марля, и в 1406 году состоялся процесс в парламенте Парижа, который завершился неудачно для него в 1409 году — Роберт получил компенсацию в 1413 году в виде титулов графа де Марль и (как наследник своей матери) графа де Суассон, но герцогства он так и не смог добиться. Его дядя Эдуард выиграл процесс в 1411 году и получил Бар в виде узуфрукта. Четыре года спустя, Роберт де Марль, герцог Эдуард и его младший брат Жан де Пюизе погибли в битве при Азенкуре.
Единственным представителем рода в доме был теперь Людовик де Бар (1370/1375 — 23 июня 1430), четвёртый сын герцога Роберта, принявший духовный сан в 1387 году и который стал впоследствии кардиналом. Он принял титул герцога, но против этого был его шурин, Адольф, герцог Юлиха и Берга, который оспаривал правопреемство Людовика, пользуясь недовольством духовенства. С учётом своего безбрачия и конфронтации с Адольфом, Людовик искал себе преемника и нашел его в лице своего двоюродного племянника Рене I Анжуйского (бабушка Рене Иоланда де Бар была сестрой Людовика). Брак Рене в 1419 году на Изабелле Лотарингской, наследнице герцога Карла II, завершил соперничество между герцогами Бара и Лотарингии. По договору в Сен-Мийеле 13 августа того же года герцогство Бар переходило к Рене. Людовик скончался в 1430 году, после чего прямая ветвь Монбельярского дома прекратила существование. После смерти в 1462 году единственной дочери Роберта де Марля Жанны, последней представительнице рода, графства Марль и Суассон, перешли к её сыну Пьеру II де Люксембург-Линьи от Людовика де Люксембург, графа де Сен-Поль.

## Генеалогия
```
 
Рихвин
 (980/990 — после 1052), 
граф де Скарпон

X 
Хильдегарда (Матильда) фон Эгисхейм
, дочь 
Гуго IV
, 
графа Нордгау
 и 
Эгисхейма

│
└─> 
Людовик де Монбельяр
 (ок. 1005/1019 — ок. 1067/1076), 
граф Монбельяра
, 
Альткирха
 и 
Феррета
 с 1042
    X с 
1038
 
София де Бар
 (ок. 1018 — 21 января 1093) 
графиня Бара
 и 
Муссона
 с 1033
    │
    ├─> 
Тьерри I
 (ок. 1045 — 2 января 1105), граф Монбельяра, Альткирха и Феррета с ок. 1073
    │   X с 
1065
 
Ирментруда
 (ок. 1058 — после 8 марта 1105), дочь 
Гильома I
, 
пфальцграфа Бургундии

    │   │
    │   ├─> 
Тьерри II
 (1076/1081 — середина января 1163), граф Монбельяра с 1105
    │   │   │
    │   │   ├─> 
Тьерри III
 (ум. 1155/1160), наследник графства Монбельяр
    │   │   │   X 
Гертруда Габсбург
 (ум. 15 февраля 1132/1134), дочь 
Вернера II
, 
графа Габсбург

    │   │   │
    │   │   ├─> 
София
 (ум. апрель 1148)
    │   │   │   X 
Ричард II
 (1105—1162), 
сеньор де Монфуко

    │   │   │
    │   │   ├─> 
Стефания
 (ум. после 1149/до 4 декабря 1160)
    │   │   │   X 
Фольмар фон Саарверден
 (ум. 1165 или позднее)
    │   │   │
    │   │   └─> 
Ирментруда
 (ум. 1171 или ранее)
    │   │       X 
Эд де Ла Рош
 (ум. после 6 сентября 1178), 
граф де Ла Рош

    │   │
    │   ├─> 
Людовик
 (1077/1079—1163), активный участник 
Первого крестового похода
 
    │   │
    │   ├─> 
Фридрих I
 (1074/1078—19 июля 1160), граф Феррета и Альткирха
    │   │   X 1) с до 
1111
 
Петрисса фон Церинген
 (ум. 1115), дочь 
Бертольда II
, 
герцога Церинген

    │   │   X 2) 
Этьенетта де Водемон
 (ум. 1160/1188), дочь 
Жерара
, 
графа де Водемон

    │   │   │
    │   │   └2> 
Людовик I
 (ум. 1180), граф Феррета и Альткирха
    │   │       X 
Рихенза Габсбург
 (ум. декабрь 1180), дочь 
Вернера II
, 
графа Габсбург

    │   │       │
    │   │       ├─> 
Ульрих I
 (ум. 27 сентября 1197), граф Феррета и Альткирха
    │   │       │
    │   │       ├─> 
Людовик II
 (ум. 1189), граф Феррета и Альткирха        
    │   │       │   X 
Агнес де Согерн

    │   │       │   │
    │   │       │   └─> 
Фридрих II
 (ум. 25 января 1234), граф Феррета и Альткирха      
    │   │       │       X 1) 
N фон Эгисхейм
, основательница аббатства Валдье
    │   │       │       X 2) 
Гельвига фон Урах
, дочь 
Эгино IV
, 
графа фон Урах

    │   │       │       │
    │   │       │       ├─> 
Аликс
 (ум. до 1268), дама де Белфор
    │   │       │       │   X 
Тьерри III
 (ум. 1283), граф Монбельяра
    │   │       │       │   
    │   │       │       ├─> 
Агнес
(ум. до июля 1272)
    │   │       │       │   X 
Фридрих V
 (ум. до 1250), 
граф Туля

    │   │       │       │
    │   │       │       ├─> 
Ульрих II
 (ум. 1 февраля 1275), граф Феррета и Альткирха
    │   │       │       │   X 1) 
Елизавета де Сален
 (ок. 1210 — 31 марта 1277), дочь 
Жана I
, 
графа де Шалон

    │   │       │       │   X 2) 
Агнес де Вержи
, дочь Гильома I де Вержи, сеньора де Мирбо и Антре
    │   │       │       │   │
    │   │       │       │   ├─> 
Фридрих
 (ум. 1267), сеньор де Ружмон
    │   │       │       │   │   X 
Жиль де Вьенн
, дочь Гуго де Вьенна, сеньора де Паньи
    │   │       │       │   │   │
    │   │       │       │   │   ├─> 
Жан
 (ум. до 1319) 
    │   │       │       │   │   │
    │   │       │       │   │   ├─> 
Фридрих
 (ум. до 1319)
    │   │       │       │   │   │
    │   │       │       │   │   └─> 
Матильда
 (ум. до 1319) 
    │   │       │       │   │
    │   │       │       │   ├─> 
Агнес
 (ум. до 1249)
    │   │       │       │   │   X с 1243 
Гильом де Макон
 (ум. 1255), сын 
Гильома IV
, 
графа де Макон

    │   │       │       │   │
    │   │       │       │   ├─> 
Людовик
 (ум. до 1281), сеньор де Флоримон
    │   │       │       │   │   X 
Гертруда фон Рапольштейн
, дочь 
Ульриха II
, 
сеньора Рапольштейна

    │   │       │       │   │   │
    │   │       │       │   │   └─> 
Ульрих
 (ум. 21 декабря 1281), сеньор де Флоримон
    │   │       │       │   │
    │   │       │       │   ├─> 
Тибо
 (ум. 1310/1311), граф Феррета и Альткирха
    │   │       │       │   │   X 1) 
Катерина фон Клинген
, дочь Вальтера III, сеньора фон Клинген
    │   │       │       │   │   X 2) 
Маргарита де Бламон
, дочь Генриха I, сеньора де Бламон
    │   │       │       │   │   │
    │   │       │       │   │   ├─> 
Ульрих III
 (ум. 11 марта  1324), граф Феррета и Альткирха
    │   │       │       │   │   │   X с 1303 
Жанна Бургундская
 (1347/1349), дочь 
Рено
, 
графа Монбельяра

    │   │       │       │   │   │   │
    │   │       │       │   │   │   ├─> 
Жанна
 (1300 — 15 ноября 1351), графиня Феррета и Альткирха
    │   │       │       │   │   │   │   X с 15 февраля 1324 
Альбрехт II
 (12 декабря 1298 — 20 июля 1358), 
герцог Австрии

    │   │       │       │   │   │   │
    │   │       │       │   │   │   └─> 
Урсула
 (ум. май 1367), дама де Белфор
    │   │       │       │   │   │       X 1) 
Гуго I
 (ум. 26 мая 1354), 
граф Гогенберга

    │   │       │       │   │   │       X 2) 
Вильгельм II фон Монфор
 (ум. 1373/1374), 
граф Монфора
 (
Брегенц
)
    │   │       │       │   │   │
    │   │       │       │   │   ├─> 
Тибо
 (ум. 1311/1312), сеньор де Ружмон с 1295
    │   │       │       │   │   │
    │   │       │       │   │   ├─> 
Жан
 (ум. 1309/1312), сеньор де Ружмон
    │   │       │       │   │   │
    │   │       │       │   │   ├─> 
Герцелинда
, (ум. 3 апреля 1317)
    │   │       │       │   │   │   X 
Отто V фон Окзенштейн
 (ум. 19 октября 1327), 
сеньор Окзенштейна

    │   │       │       │   │   │
    │   │       │       │   │   └─> 
София
 (ум. 25 марта 1344)
    │   │       │       │   │       X с 1304/1312 
Ульрих III
 (ум. 11 июля 1344), 
граф Вюртемберга

    │   │       │       │   │
    │   │       │       │   ├─> 
Аделаида
 (ум. до 1314)
    │   │       │       │   │   X 
Ульрих I фон Регенсберг
, 
сеньор Регенсберга

    │   │       │       │   │
    │   │       │       │   │
    │   │       │       │   └─> 
Стефания
 (ум. 23 сентября 1276)
    │   │       │       │       X 
Конрад Вернер фон Хатштат
 (ум. ок. 1324), 
ландфогт Эльзаса

    │   │       │       │ 
    │   │       │       ├─> 
Людовик III
 (ум. 1236), граф Феррета и Альткирха
    │   │       │       │
    │   │       │       ├─> 
Бертольд
 (ум. 10 декабря 1262), 
епископ Бале

    │   │       │       │
    │   │       │       ├─> 
Адальберт
 (ум. 1252), 
фогт
 Масмюнстера с 1141
    │   │       │       │
    │   │       │       ├─> 
Стефания
 (ум. после 1235), монахиня в Унтерлиндене  
    │   │       │       │
    │   │       │       ├─> 
Гельвига
 (ум. до 1147)
    │   │       │       │   X Конрад фон Хорбург
    │   │       │       │
    │   │       │       └─> 
Анна
, аббатиса Секена в 1260/1289
    │   │       │
    │   │       └─> 
Гельвида
 (ум. 1188)
    │   │
    │   ├─> 
Рено I
 (1075/1077—19 июля 1160), граф Бара и сеньор Муссона
    │   │   X 1) N
    │   │   X 2) с до 
1120
: 
Гизела де Водемон
 (ум. после 1141), дочь 
Жерара
, 
графа де Водемон
, вдова 
Ренье III
, 
графа де Туль

   
    │   ├─> 
Этьен
 (ум. 29 декабря 1162), 
епископ Меца
 с 1120
    │   │
    │   ├─> 
Гильом
 (ум. до 8 марта 1105)
    │   │
    │   ├─> 
Гуго
 (упом. 8 марта 1105), вероятно духовное лицо
    │   │
    │   ├─> 
Гунтильда
 (ум. 21 февраля 1131)
    │   │
    │   ├─> 
Агнес
 (ум. после 1140)
    │   │   X с 
1104
 
Генрих II
 (ок. 1075—ок. 1036), 
граф Зальма

    │   │
    │   └─> 
Матильда

    │       X 
Адальберт
 (ум. до 1125), 
граф Мёрсберга

    │
    ├─> 
Бруно
 (умер в детстве)
    │
    ├─> 
Людовик
 (ум. в 1080)
    │
    ├─> 
Фридрих
 (умер 29 июня 1091/1092), граф 
Хагенау
 и Лютцельбурга, 
маркграф
 
Сузы
 с 1079/1080
    │   X с 
1080
 
Агнес де Морьен
, дочь 
Пьера I
, 
графа Савойи
 
    │   │
    │   └─> 
Пьер
 (ум. до 1140), граф Лютцельбурга
    │       X 
Ита
 (упом. 1125/1143)
    │       │
    │       ├─> 
Генрих
 (ум. 1148)
    │       │
    │       └─> 
Рено
 (ум. 1150), граф Лютцельбурга
    │
    ├─> 
София
 (ок. 1018—21 января 1093); 
    │   X 
Фольмар I
 (упом. в 1075/1076), 
граф Фробург

    │
    ├─> 
Беатрис
 (ум. 26 октября 1092); 
    │   X 
Бертольд фон Церинген
 (умер 6 ноября 1078), 
герцог Каринтии
 из династии 
Церингенов
 с 1061 по 1076
    │
    └─> 
Матильда
 (умерла 1092/1105)
        X 
Гуго VIII
 (убит 5 ноября 1089), 
граф Дагсбург
```